# 載信
奉恩鎮國公載信（1855年7月22日—1900年6月14日），鎮國將軍奕均第一子，母妻彥佳氏，其父為彥敬文，諴親王系第六代。
他在咸豐五年十二月（1855年）出生，同治十一年五月（1872年）襲封鎮國將軍，到光緒二十年三月（1894年）接替祖父成為諴親王第六代，但因為諴親王並非世襲罔替的爵位，因此他的封爵只是奉恩鎮國公。
光緒二十六年五月（1900年）他去世，虛齡四十六岁，由長子溥霱襲封諴親王系第七代。